# Gvoko
Le gvoko (ou gavoko, gevoko, ghboko, kuvoko, ngoshe-ndhang, ngoshi, ngossi) est une langue tchadique biu-mandara parlée dans l'Extrême-Nord du Cameroun, dans le département du Mayo-Tsanaga, l'arrondissement de Mokolo, au nord de Tourou, dans le village de Ngoshi. 
En 2000, le nombre de locuteurs était estimé à 1 000.